# Accordéon Mélancolique
Accordéon Mélancolique – holenderski duet akordeonowy złożonym z Cherie de Boer (ur. Dżakarta, 10 czerwca 1950) i Jean–Pierre’a Guirana (ur. Vlissingen, 27 stycznia 1957).
De Boer i Guiran założyli swój duet w 1984 roku. W 1997 zostali zaproszeni by zagrać koncert podczas piątek rocznicy Planu Marszala w Rotterdamie, w Holandii, dla gości wśród których znaleźli się Bill i Hilary Clinton, holenderski książę Wilhelm Aleksander oraz ówczesny premier Wim Kok.
Ich pierwsza płyta L’imparfait du Coeur ukazała się w 1998 roku i została ogłoszona najlepszym albumem akordeonowym roku 1999 przez szwedzki magazyn Dragspels Nytt. Po wydaniu pierwszej płyty kariera duetu zaczęła rozwijać się dynamicznie. Wystąpili podczas rozmaitych festiwali na Islandii i w Danii w latach 2000-2003. Do tej pory zostało wydanych w sumie 7 albumów, z których utwory są do nabycia także jako nuty.

## Styl
Accordeon Melancholique tworzy coraz więcej oryginalnych kompozycji. Inspirację czerpią z francuskiej muzyki akordeonowej, francuskich walców musette, włoskiej muzyki folkowej, walców antylskich, indonezyjskich melodii kronchong, tanga argentyńskiego, muzyki żydowskiej i greckiej, standardowego swingu, muzyki cygańskiej, muzyki poważnej, merengi oraz tex-mex (Teksas-Meksyk). Tematem centralnym jest rola ciszy w muzyce.

Poprzez nieustanne zastosowanie tak samo ciszy jak i dźwięku jako budulców w ich muzyce, nawet te najbardziej dynamiczne utwory zawierają w sobie dreszcze. To dodaje rytmicznym melodiom iskry.

## Dyskografia

### Albumy
| Rok  | Album               |
| ---- | ------------------- |
| 2015 | Aquarelles          |
| 2012 | Gratitude           |
| 2008 | Les Invités         |
| 2006 | Le Nid Aimé         |
| 2003 | Petits Fours Frais  |
| 2002 | Parade des Poules   |
| 1998 | L'Imparfait du Cœur |

### Nuty
| Rok  | Album               |
| ---- | ------------------- |
| 2013 | Gratitude           |
| 2008 | Les Invités         |
| 2006 | Le Nid Aimé         |
| 2002 | Parade des Poules   |
| 1998 | L'Imparfait du Cœur |

## Kompozycje J.P. Guiran’a
Kompozycje J.P Guiran’a charakteryzują się centralną rolą melodii. Ekspresyjność wzmocniona zostaje poprzez użycie różnych rytmów i harmonię która konstytuuje drugi głos.

### 2015
- Mermaid
- Quicksand
- Swan & Swan
- Aquarelle d’Amour
- Warm Bath
- Damselfly
- Meeting at the Lake
- Watering Place
- Ducklings
- the Heron and the Frog
- Water Cave
- Swell
- Swimming in the Winter
- Lullaby to the Sea
- Ebb and Flow

### 2012
- Eléphants Blancs
- Swiss Affair
- Gratitude I
- Gratitude II
- Gratitude III
- Bailamos la Vida
- Sans Queue ni Tête
- The Singing Moon
- Seaside
- Cinquante
- Santiago
- Rose de Salon

### 2008
- L'Arrivée des Invités
- Bougainville
- Clandestin
- The Dancing Tortoise
- Ma Chérie
- Padiki Dikitika
- Por el Camino Real (współatorzy)
- Requiem pour une Rose
- Tonton Charles
- Tanah Tumpah Darah

### 2006
- Appelboom
- L'Esprit du Sud
- L'Heure Bleue
- Juif Errant
- Kripi Kripi
- Le Lac Minor
- Le Nid Aimé
- Maria Clara
- Merel
- Mon Chéri
- Solitude Heureuse
- Te Lang Alleen
- Within Five Minutes!

### 2003
- Cirque Mazurque

### 2002
- Café Vert
- Helena
- Mango
- Parade des Poules
- Tres Corazones (współatorzy)
- Une Valse Anglaise S.V.P.

### 1998
- L'Imparfait du Cœur
- Passé composé

### 1997
- Polytour

## Zastosowanie muzyki

### Filmy dokumentalne
- Broken Dreams. Suzanne van Leendert, van Osch Films, Holandia, 2015.
- Portret van een Tuin. Rosie Stapel, Holandia, 2014.
- Boi, Song of a Wanderer. Anne Marie Borsboom Filmproducties, Holandia, 2014.
- Appie Baantjer als Diender. Profiel. KRO, Holandia, 2008.
- Boren in de Zeebodem. Schooltv, Holandia, 2005.
- De Koperen Ploeg. Kristie Stevens, Holandia, 2005.
- Oud en der Dagen Zat. IKON, Holandia, 2003.
- Picasso and Braque Go to the Movies. Martin Scorsese. Stany Zjednoczone, 2008.
- Dag je dat wij niks leerde?. Ed van Herpt i Gwen Timmer. Stichting Filmgroep Parabel, Holandia, 1981.

### Filmy
- Something Fishy. Puppet animation. Foolhardy Films, scenariusz Trevor Hardy. Zjednoczone Królestwo, 2012.
- De Laatste Dag. Reżyseria Saskia Diesing, scenariusz Helena van der Meulen. Lemming Film, Holandia, 2008.
- If God Wants. Diennet Productions, Stany Zjednoczone, 2009.

### Teatr
- Because There Isn't Any. Johannes Wieland. Wykonane przez Juilliard School of Arts, Nowy Jork, Stany Zjednoczone, 2008[5].
- Petites Histoires.com. Kader Atou. Compagnie Accrorap, Francja, 2008. Przedstawione między innymi we Francji, Holandii, Stanach Zjednoczonych i Chinach.
- Resemblance. Tancerze: Melanie Aceto en Claire Jacob-Zysman. Melanie Aceto Contemporary Dance, Nowy Jork, Stany Zjednoczone 2006.
- EWES. Amaury Lebrun. Występ Compañía Nacional de Danza II, Madryt, Hiszpania, 2010[6].

### Seriale Telewizyjne
- Man bijt Hond. NCRV, Holandia, Dolle Dries Sterke Zeemansverhalen 2013 / 2014 i Dave & Annu 2009.
- De Troon. Avro, Holandia, 2010.